# جوسایا اس. جانستون
جوسایا اس. جانستون (به انگلیسی: Josiah Stoddard Johnston) سناتور سابق عضو حزب ملی جمهوری‌خواه بود. وی در سال ۱۸۲۴ تا ۱۸۳۳ میلادی سناتور ایالت لوئیزیانا در سنای ایالات متحده آمریکا بود.